# On Your Knees
«On Your Knees» (español: «En sus rodillas») fue el primer sencillo (en la mayor parte del mundo) en ser lanzado del tercer álbum de Grace Jones Muse, en 1979, y en varias partes con «Don't Mess With the Messer» como lado B. En la versión Disco de vinilo de 7" aparecen versiones editadas de las dos pistas, mientras que el 12" incluyó una mezcla ligeramente diferente de «On Your Knees» y una remezcla extendida de "Don't Mess With The Messer". Ninguna de estas mezclas y ediciones han sido publicadas en CD, al igual que el álbum de Muse en sí, originalmente publicado en el año de la lucha contra la llamada "anti-disco", tiempo en que la música disco empezó a decaer.

## Lista de canciones

### "On Your Knees"
- US 7" single (1979)  IS49002

1. «On Your Knees» (Editada) - 3:49
2. «Don't Mess With The Messer» (Editada)  - 4:10

- US 7" promo (1979)  IS49002

1. «On Your Knees» (Editada) - 3:49
2. «On Your Knees» (Editada) - 3:49

- FR 7" single (1979)  6172 865

1. «On Your Knees» (Editada) - 3:47
2. «Don't Mess With The Messer» (Editada)  - 4:05

- GE 7" single (1979)  100 789

1. «On Your Knees» (Editada) - 3:47
2. «Don't Mess With The Messer» (Editada)  - 4:05

- JP 7" promo (1979)  ILR-20630

1. «On Your Knees» (Editada) - 3:47
2. «Don't Mess With The Messer» (Editada)  - 4:05

- US 12" single (1979)  IS8869

1. «On Your Knees» - 6:30
2. «Don't Mess With The Messer» (Versión extendida)  - 6:27

- US 12" promo (1979)

1. «On Your Knees»  - 6:30
2. «Don't Mess With The Messer» (Versión extendida)  - 6:27

- UK 12" single (1979) 12X WIP 6511

1. «On Your Knees»  - 6:28
2. «Don't Mess With The Messer» (Versión extendida)  - 6:27

- GE 12" single (1979)  600 079-213

1. «On Your Knees»  - 6:28
2. «Don't Mess With The Messer» (Versión extendida)  - 6:27

### "Don't Mess With the Messer"
- US 7" single (1979)  IS49002RE-1

1. «Don't Mess With The Messer» (Editada) - 4:10
2. «On Your Knees» (Editada) - 3:49